# Asia Nitollano
Asia Nitollano, née le 14 février 1988 au Mount Vernon, dans l'État de New York est surtout connue pour être devenue la septième membre du groupe The Pussycat Dolls à la suite de sa victoire dans l'émission de télé-réalité The Search For The Next Doll diffusée sur la chaîne CW, de mars à avril 2007 puis diffusée en France, sur NRJ 12 en juin 2007. Âgée de dix-neuf ans, elle était la benjamine du groupe.
Son arrivée dans le groupe a créé un grand engouement. Plusieurs fans ne la voulaient pas dans le groupe. Ce n'est que quelques mois plus tard, que son départ du groupe est prononcé.
Malgré plusieurs rumeurs d'un premier album studio, Asia ne se lança pas en musique. Elle n'a même aucun single à son actif. Elle n'a pratiquement jamais été aperçue avec les Pussycat Dolls, et n'a jamais enregistré de chanson avec ces-dernières.

## Biographie
Asia Nitollano est la fille du musicien de R&B, Joe Bataan. Elle a des origines afro-américaine et philippine, ainsi que mexicaine et porto-ricaine. Elle a déjà été cheerleader pour l'équipe de NBA des New York Knicks, et elle est mère d'une petite fille née en 2005. À la suite de son départ des Pussycat Dolls, elle retourna chez elle parmi sa famille.

## Discographie
Aucune.